# Ophthalmis proxanthia
Ophthalmis proxanthia är en fjärilsart som beskrevs av George Francis Hampson 1901. Ophthalmis proxanthia ingår i släktet Ophthalmis och familjen nattflyn. Inga underarter finns listade i Catalogue of Life.